# Ignacio Calles
Ignacio Calles Olasolo (f. Madrid, 1874) fue un pintor y restaurador español.

## Biografía
Natural de Madrid, fue discípulo de Joaquín García Barceló y Juan Antonio Ribera. Se formó, asimismo, en la Escuela Superior de Bellas Artes de la capital.
Dedicado especialmente a la restauración, auxilió en muchos de sus trabajos a Brun y Peñaranda. Adquirió, según apunta Ossorio y Bernard en su Galería biográfica de artistas españoles del siglo XIX, «bastante práctica en este difícil arte, como lo comprueban los muchos lienzos que salvó de su pérdida y ruina».
Se consagró, asimismo, a la enseñanza del dibujo, y ejecutó entre sus trabajos pictóricos numerosas copias de cuadros y unos cuantos retratos, así como un lienzo de composición que representaba el Oliver Cromwell contempla el cadáver de Carlos I de Inglaterra.
Falleció en Madrid en 1874.